# Каттабаг
Каттабаг (узб. Kattabog’, Каттабоғ) — міське селище в Узбекистані, в Яккабазькому районі Кашкадар'їнської області.
Статус міського селища з 2009 року.